# بات ميرفي (كاتبة)
بات ميرفي (بالإنجليزية: Pat Murphy)‏‏ (9 مارس 1955 في واشنطن - ) روائية، وكاتِبة، وكاتبة خيال علمي من الولايات المتحدة.